# Das Grab ist erst der Anfang
Das Grab ist erst der Anfang (im englischen Original 206 Bones) ist ein Kriminalroman der US-amerikanischen Autorin Kathy Reichs aus dem Jahr 2009. Hauptfigur des Romans ist die forensische Anthropologin Dr. Temperance „Tempe“ Brennan, die in Montreal als Beraterin für die Provinzpolizei von Quebec arbeitet. In Das Grab ist erst der Anfang untersucht Tempe vier Todesfälle älterer Frauen, von denen sich drei als Mordserie eines Kriminellen herausstellen, der durch die Morde an von ihnen im Haushalt aufbewahrtes Bargeld herankommen wollte. Ein Todesfall sieht aus wie Teil der Serie, ist aber schließlich doch ein Unfall. Während der Arbeit an diesen Todesfällen sowie während der Analyse der Überreste einer möglicherweise verunglückten Familie wird die Arbeit von Tempe und ihrem Team sabotiert, und Tempe muss sich gegen die Schädigung ihres Rufes wehren. In einem dramatischen Finale, in dem Tempe sich aus einer Grabkammer befreit, in der sie beinahe lebendig begraben wurde, werden eine Kollegin und ein Kollege Tempes, die aus der Rufschädigung des Labors Profit für ihre eigenen Karrieren ziehen wollen, schließlich als die Verursacher der Sabotage und für den Mordanschlag an Tempe dingfest gemacht. Das Grab ist erst der Anfang ist der zwölfte Band einer Serie von Kriminalromanen mit Temperance Brennan als Hauptfigur.

## Inhalt
Tempe Brennan reist mit ihrem Kollegen und Ex-Freund, Lieutenant-Detective Andrew Ryan von der Mordkommission der Polizei der Provinz Quebec, nach Chicago, um dort die Überreste einer verunglückten Frau, Rose Jurmain, aus einer prominenten Chicagoer Familie, an die örtliche Polizei zu übergeben und über den Ausgang ihrer Untersuchungen zu dem Todesfall zu berichten. Überraschend wird Tempe dort mit Anschuldigungen auf der Basis eines anonymen Anrufs konfrontiert, bei dem Fall fehlerhaft gearbeitet und Indizien für einen Mord übersehen zu haben, kann ihre Arbeit aber überzeugend verteidigen und den Vorwurf entkräften.
Zurück in Montreal ist Tempe dann gemeinsam mit Ryan damit beschäftigt, eine Reihe von Todesfällen älterer Frauen in der Gegend um Montreal aufzuklären: So wurden zwei alte Schwestern, Anne-Isabelle und Christelle Villejoin, die gemeinsam in ihrem Haus lebten, ermordet: Anne-Isabelle wurde mit ihrem eigenen Stock zusammengeschlagen in ihrem Haus gefunden. Christelle wird zunächst vermisst. Der Fall macht dann aber Fortschritte, als ein Krimineller, der sich freikaufen will, der Polizei einen Tipp gibt, so dass das Team aus Polizei und Forensik Christelle 18 Monate nach ihrem Verschwinden skelettiert in einem flachen Grab in der Umgebung findet. Der Kriminelle, Florian Grellier, behauptet, die Informationen zu der Toten von einem Bargast in einer Kneipe erhalten zu haben. Eine weitere ältere Frau, Marilyn Keiser, wird zunächst vermisst; ihre verbrannte und verwesten Leiche wird schließlich in der Jagdhütte ihres verstorbenen Mannes gefunden. Obwohl die Frauen auf den ersten Blick nichts miteinander verbindet, vermutet Tempe einen Zusammenhang zwischen den Todesfällen, vielleicht auch noch mit dem Tod von Rose Jurmain.
Während Tempe und ihre Kollegen an diesen Todesfällen arbeiten, hat Tempe noch einen weiteren Fall, die verwesten Leichen von zwei Erwachsenen und zwei Kindern, die in einem Gewässer bei Montreal gefunden wurden und die möglicherweise eine Familie sind, die bei einem Absturz ihres kleinen Flugzeugs vor vielen Jahren verschwunden ist. Bei der Untersuchung der Leichen fällt Tempe auf, dass die männliche Leiche möglicherweise ein amerikanischer Ureinwohner ist.
Während der Untersuchungen der Leichen gibt es einige Vorfälle, die Tempe und eine Kollegin an ihrer Kompetenz zweifeln lassen und durch die sie sich den Vorwurf schlampiger Arbeit einhandeln: Der Leiche von Christelle Villejoin fehlen plötzlich einige Fingerknochen, obwohl Tempe und ihr Labortechniker Joe bonnet bei der Ausgrabung der Leiche die Zahl der Knochen sorgfältig gezählt haben. Diese werden bei einer zweiten Ausgrabung an der Fundstelle der Leiche durch Tempes neue Kollegin Marie-Andréa Briel gefunden. Bei der Untersuchung der mutmaßlich verunglückten Familie übersieht Tempe anscheinend, dass das jüngere Kind zwei verfärbte Zähne hat, was die Identifizierung erleichtert hätte und von Briel bemerkt und ihrem Vorgesetzten gemeldet wird. Schließlich unterläuft auch Tempes Kollegin Ayers anscheinend ein Fehler, denn sie findet bei der Untersuchung der Leiche Marilyn Keisers eine Einschussstelle nicht, die aber von Briel bei ihrer Untersuchung entdeckt wird. Auch die Stimmung im Team ist angespannt.
Trotz der Vorfälle im Forensiklabor finden Ryan und Tempe schließlich den Zusammenhang zwischen den Todesfällen: In allen Fällen war der Kneipenkumpel Caffrey von Florian Grellier anwesend oder in der Gegend, denn dieser war unter dem Namen Bud Keith als Handwerker bei den Villejoins beschäftigt und als Küchenhilfe in dem Gasthof, in dem Rose Jurmain Gast war. Außerdem war er, wie Ryan und Tempe herausfinden, unter dem Namen Sam Adamski der dritte Ehemann von Marilyn Keiser, bevor er einen Bootsunfall dazu nutzte, um seinen Tod vorzutäuschen und damit länger aus ihrem Leben zu verschwinden. Caffrey gibt nach längerem Verhör zu, dass er die Villejoins und Keiser umgebracht hat, weil er wusste, dass sie größere Mengen Bargeld zu Hause aufbewahrten und er einen leichten Weg sah, um an Geld zu kommen. Nur einen Mord an Rose Jurmain gibt er nicht zu, so dass es wahrscheinlich ist, dass Jurmains Tod tatsächlich ein Unfall war.
Sehr spät bemerkt Tempe erst, dass ihre und die Arbeit ihres Teams offenbar von Marie-Andréa Briel sabotiert wird, denn sie hat die Fingerknochen Villejoins verschwinden lassen, um sie später am Tatort zu „finden“, die Zähne des Kleinkindes ausgetauscht und die Einschussstelle bei Marilyn Keiser nachträglich fabriziert. Auch findet Tempe heraus, dass durch Briels Manipulation der Zähne und ihre ungenaue Analyse der restlichen Kinderzähne sowie der Erwachsenenknochen die Familie falsch identifiziert wurde. Als Tempe ausreichend Beweise gegen Briel und ihre Sabotage gesammelt hat, wird sie vor ihrer Wohnung bewusstlos geschlagen. Als sie wieder zu sich kommt, findet sie sich gefesselt und eingesperrt in einer dunklen Kammer mit einer Reihe von Leichen wieder. Es gelingt ihr zwar, sich zu befreien und aus der Grabkammer auszubrechen, aber sie landet in einem Gewirr von Kanälen unterhalb der Stadt Montreal, wo sie geschwächt in der Dunkelheit und Kälte nicht weiterkommt. In diesem Augenblick erscheint zuerst Joe, ihr Assistent, der, wie sich herausstellt, sie entführt und in das Grab eingesperrt hat, weil er mit Briel zusammenarbeitet und denkt, dass es besser wäre, Brennan ganz aus dem Weg zu räumen. Dann erscheint Ryan, der Joe niederringt und Tempe findet. Tempe erwacht im Krankenhaus wieder, wo sie wegen Unterkühlung behandelt wird und schließlich nach Hause darf.
Briel und Joe sind entlarvt und werden sich wegen ihrer Manipulation von Beweismitteln verantworten müssen. Der Roman endet mit einer Unterhaltung zwischen Ryan und Tempe, während der sich die beiden darüber einig sind, wie wichtig es ist, dass Untersuchungen in Kriminalfällen von zertifizierten, gut ausgebildeten Forensikern durchgeführt werden, weil sonst amateurhaft durchgeführte forensische Analysen zu falschen Schlussfolgerungen führen.

## Form

### Handlungsaufbau
Die Handlung wird abwechselnd in zwei Handlungssträngen erzählt: Der erste, durch Kursivdruck abgehobene Handlungsstrang setzt zu dem Zeitpunkt ein, als Tempe gefesselt in einem dunklen, engen Raum aufwacht, ohne Erinnerung wie sie dorthin gelangt war. Stückchenweise kommt die Erinnerung, wie sie in diese Situation gelangt ist, zurück. Der zweite Handlungsstrang beginnt einige Tage vorher und erzählt die Vorgeschichte bis zu dem Zeitpunkt, an dem Tempe niedergeschlagen wird.

### Titel
Der englische Titel des Romans, 206 Bones, spielt auf die insgesamt 206 Knochen im menschlichen Körper an. Dies spielt auch in der Handlung eine Rolle, denn Tempe und ihr Assistent zählen die Knochen beim Leichenfund Christelle Villejoins sorgfältig durch, um sicherzustellen, dass die Knochen der gefundenen Leiche vollständig sind. Genau diese sorgfältige Zählung wird durch die Sabotage von Tempes Arbeit in Frage gestellt.

### Themen
Reichs thematisiert im Rahmen der Handlung und im letzten Kapitel des Romans, dass einzelne Personen der Forensik schaden, wenn sie in Bereichen arbeiten, für die sie nicht qualifiziert sind. So führt Reichs mit Marie eine Figur ein, die, von Ehrgeiz getrieben, Analysen in anthropologischer Forensik durchführt, obwohl sie dafür nicht ausgebildet ist und damit zu falschen oder sogar manipulierten Ergebnissen kommt. So ordnet sie im Fall der zwei Erwachsenen und zwei Kindern Knochen falsch zu und erhält von Tempe für ihre Arbeit eine Bewertung „4-“. Außerdem manipuliert Briel Beweise wie die Zähne eines Kindes, um schneller zu Ergebnissen zu kommen. Tempe untersucht die Knochen jedoch sehr viel genauer und bemerkt, dass Briels Ergebnis nicht zu ihren Befunden passen, so hat der männliche Erwachsene indianische Wurzeln, und das jüngere Kind hat eine Zahnfüllung, die nicht in den Akten dokumentiert ist.
Im letzten Kapitel des Romans lässt Reichs Tempe und Ryan sich über die Frage unterhalten, wie viele Unschuldige wegen fehlerhafter polizeilicher und forensischer Arbeit hinter Gittern gelandet sind, und sie betont die Wichtigkeit, dass es Verbände wie das American Board of Forensic Anthropologists gibt, die erfahrene Wissenschaftler akkreditieren. Tempe erwähnt auch das Innocence Project, eine Organisation, deren Ziel es ist, unschuldig Verurteilte aus dem Gefängnis zu holen. Reichs widmet den Roman allen forensischen Wissenschaftlern, die sich der Mühe unterzogen haben, durch eine Prüfung eine offizielle Verbandszulassung z. B. vom American Board of Forensic Anthropology oder vom American Board of Criminalistics zu erhalten.

## Stellung in der Literaturgeschichte
206 Bones ist der zwölfte Roman einer Reihe von Kriminalromanen von Kathy Reichs um die forensische Anthropologin Tempe Brennan. Gemeinsam mit Patricia Cornwell hat Kathy Reichs dem forensischen Kriminalroman seit den 1990er Jahren zu großer Popularität verholfen.

## Rezeption
Barry Forshaw schreibt im Independent, dass nach einigen schwächeren Romanen der Serie 206 Bones ihre Vorherrschaft im Feld der forensischen Kriminalromane wieder bewiesen habe und lobt den frischen Plot und den fesselnden Anfang mit der in einem klaustrophobisch engen Grab eingesperrten Tempe. Ray Palen lobt in Bookreporter die meisterhafte Verbindung eines Thrillers mit der aktuellen Frage, dass einzelne Forscher der Forensik schaden, wenn sie versuchen, in Bereichen zu arbeiten, für die sie nicht zertifiziert sind. Palen lobt auch Reichs Beschreibungen forensischer Arbeit, die in ihrer Präzision unerreicht in ihrem Genre seien. Kirsten Reimers in culturmag ist von dem Roman dagegen nicht überzeugt. Sie sagt zwar, dass er gut geschrieben sei, aber keine Überraschungen biete und wie eine langweilige Pflichtübung wirke. Auch wirke der Handlungsstrang, in dem Tempe lebendig begraben ist, wie aufgesetzt.
Zu 206 Bones ist ein Hörbuch, gelesen von Linda Emond, erschienen. Die Figur der Temperance Brennan, jedoch nicht die Details der Romanserie von Kathy Reichs, diente ferner als Inspiration für die Fernsehserie Bones.

### Textausgaben
- Kathy Reichs: 206 Bones. Scribner, New York 2009, ISBN 978-0-7432-9439-3 (englische Erstausgabe).
- Kathy Reichs: Das Grab ist erst der Anfang. Aus dem Englischen übersetzt von Klaus Berr. Blessing, München 2009, ISBN 978-3896673237 (deutsche Übersetzung).

### Hörbuch
- Kathy Reichs: 206 Bones. Hörbuch, gelesen von Linda Emond. Audioworks, ISBN 978-0-7435-8247-6.